# Prima Lega 2023-2024 (Kuwait)
La Prima Lega 2023-2024, anche nota come Zain Premier League per ragioni di sponsorizzazione, è stata la 62ª edizione della massima serie del campionato di calcio del Kuwait. Il campionato è iniziato il 24 agosto 2023 ed è terminato il 27 maggio 2024.
La squadra campione in carica è il Kuwait SC, che si è riconfermato vincendo il suo diciannovesimo titolo nazionale.

## Stagione

### Novità
Dalla stagione precedente sono retrocesse in prima divisione Al-Tadamon e Al-Sahel, ultime due classificate del girone retrocessione. Al loro posto, sono state promosse Al-Shabab e Khitan, prime due classificate in prima divisione.

### Formula
Le 10 squadre partecipanti giocano un girone all'italiana di andata e ritorno, per un totale di 18 giornate. Al termine della stagione regolare le prime 6 squadre si qualificano per il girone scudetto mentre le ultime 4 si qualificano per il girone retrocessione, con entrambi che giocano gare di andata e ritorno.
La vincente del girone scudetto è campione del Kuwait e si qualifica per il campionato per club di terzo livello AFC 2024–25. Le ultime due classificate del girone retrocessione sono invece retrocesse in prima divisione.

## Squadre partecipanti
| Club        | Città     | Stagione precedente |
| ----------- | --------- | ------------------- |
| Al-Arabi    | Mansouria | 2° in Prima Lega    |
| Al-Jahra    | Al-Jahra  | 8° in Prima Lega    |
| Al-Naser    | Ardiya    | 7° in Prima Lega    |
| Al-Qadisiya | Hawalli   | 4° in Prima Lega    |
| Al-Salmiya  | Salmiya   | 5° in Prima Lega    |
| Al-Shabab   | Al-Ahmadi | Prima divisione     |
| Fahaheel    | Fahaheel  | 6° in Prima Lega    |
| Kazma       | Al Kuwait | 3° in Prima Lega    |
| Khitan      | Khaitan   | Prima divisione     |
| Kuwait SC   | Kaifan    | Campione del Kuwait |

## Stagione regolare
|  | Pos. | Squadra     | Pt | G  | V  | N | P  | GF | GS | DR  |
|  | ---- | ----------- | -- | -- | -- | - | -- | -- | -- | --- |
|  | 1.   | Kuwait SC   | 43 | 18 | 13 | 4 | 1  | 46 | 17 | +29 |
|  | 2.   | Al-Arabi    | 42 | 18 | 13 | 3 | 2  | 47 | 18 | +29 |
|  | 3.   | Al-Qadisiya | 39 | 18 | 11 | 6 | 1  | 34 | 10 | +24 |
|  | 4.   | Al-Salmiya  | 24 | 18 | 6  | 6 | 6  | 21 | 24 | -3  |
|  | 5.   | Al-Naser    | 24 | 18 | 7  | 3 | 8  | 31 | 27 | +4  |
|  | 6.   | Fahaheel    | 23 | 18 | 6  | 5 | 7  | 25 | 27 | -2  |
|  | 7.   | Kazma       | 20 | 18 | 5  | 5 | 8  | 20 | 32 | -12 |
|  | 8.   | Al-Shabab   | 14 | 18 | 4  | 2 | 12 | 14 | 43 | -29 |
|  | 9.   | Khitan      | 12 | 18 | 2  | 6 | 10 | 11 | 31 | -20 |
|  | 10.  | Al-Jahra    | 8  | 18 | 2  | 2 | 14 | 17 | 37 | -20 |

Legenda:
      Ammesse alla Poule scudetto
      Ammesse alla Poule retrocessione
Note:

Tre punti a vittoria, uno a pareggio, zero a sconfitta.
In caso di arrivo di due o più squadre a pari punti, la graduatoria verrà stilata secondo la classifica avulsa tra le squadre interessate che prevede, in ordine, i seguenti criteri:
- Punti generali
- Differenza reti generale
- Reti realizzate in generale
- Partite vinte in generale
- Partite vinte in trasferta
- Punti negli scontri diretti
- Differenza reti negli scontri diretti
- Differenza reti generale
- Sorteggi

## Gruppo scudetto
|                   | Pos. | Squadra     | Pt | G  | V  | N | P  | GF | GS | DR  |
| ----------------- | ---- | ----------- | -- | -- | -- | - | -- | -- | -- | --- |
| Kuwait (bandiera) | 1.   | Kuwait SC   | 69 | 28 | 21 | 6 | 1  | 72 | 21 | +51 |
|                   | 2.   | Al-Arabi    | 59 | 28 | 17 | 8 | 3  | 62 | 27 | +35 |
|                   | 3.   | Al-Qadisiya | 54 | 28 | 15 | 9 | 4  | 51 | 25 | +26 |
|                   | 4.   | Al-Salmiya  | 36 | 28 | 9  | 9 | 10 | 35 | 51 | -6  |
|                   | 5.   | Fahaheel    | 33 | 28 | 8  | 9 | 11 | 37 | 44 | -7  |
|                   | 6.   | Al-Naser    | 25 | 28 | 7  | 4 | 17 | 42 | 60 | -18 |

Legenda:

      Campione di Kuwait e ammessa alla AFC Champions League Two

Note:
Tre punti a vittoria, uno a pareggio, zero a sconfitta.

## Gruppo retrocessione
|  | Pos. | Squadra   | Pt | G  | V  | N | P  | GF | GS | DR  |
|  | ---- | --------- | -- | -- | -- | - | -- | -- | -- | --- |
|  | 7.   | Kazma     | 35 | 24 | 10 | 5 | 9  | 38 | 39 | -1  |
|  | 8.   | Khitan    | 21 | 24 | 5  | 6 | 13 | 17 | 39 | -22 |
|  | 9.   | Al-Shabab | 20 | 24 | 6  | 2 | 16 | 18 | 50 | -32 |
|  | 10.  | Al-Jahra  | 14 | 24 | 4  | 2 | 18 | 28 | 54 | -26 |

Legenda:
      Retrocessa in Prima Divisione 2024-2025
Note:

Tre punti a vittoria, uno a pareggio, zero a sconfitta.